# Ōkagami
El Ōkagami (El Gran Espejo (大鏡)) es un cuento histórico japonés escrito alrededor del 1119 por un autor desconocido. Cubre el período del 850 al 1025, los días dorados del poder de la familia Fujiwara. Se dice que es un sucesor (世継物語, yotsugi monogatari) con los registros de la Eiga Monogatari.
En el cuento, el escritor escucha una conversación dirigida principalmente por un hombre de 190 años, Ōyake no Yotsugi (大宅世継, literalmente "sucesor del mundo"), que recuerda el pasado. Un hombre de 180 años, Natsuyama no Shigeki (夏山繁樹), agrega comentarios y un joven samurái hace preguntas a estos dos ancianos. Esta estrategia narrativa hace que la historia sea vívida y permite la adición natural de diversas opiniones y críticas.
La estructura se basa en los libros de historia tradicionales chinos, como las Memorias históricas. Consiste en Prefacio, Historias de Emperadores, Historias de Ministros, Historias misceláneas y Post-finas.
Este y otros tres cuentos con espejo (鏡 kagami, también leído kyō) en sus títulos se denominan colectivamente cuatro espejos (四鏡 shikyō).

## Traducciones
Hay dos traducciones al inglés:
- The Ōkagami: A Japanese Historical Tale, translated by Joseph K. Yamagiwa, with a foreword by Edwin O. Reischauer, London: Allen & Unwin, 1967. 488 pp.[3] Reprint Tuttle1997[4]
- Ōkagami: The Great Mirror: Fujiwara Michinaga (966-1027) and His Times - A Study and Translation, by Helen Craig McCullough, Princeton, NJ: Princeton University Press, 1980. ISBN 978-0691064192.[5]